# Lipinellina
Lipinellina es un género de foraminífero bentónico de la subfamilia Chernyshinellinae, de la familia Tournayellidae, de la superfamilia Tournayelloidea, del suborden Fusulinina y del orden Fusulinida. Su especie tipo es Chernyshinella (Rectochernyshinella) kinelensis. Su rango cronoestratigráfico abarca desde el Fameniense (Devónico superior) hasta el Viseense (Carbonífero inferior).

## Discusión
Algunas clasificaciones más recientes incluyen Lipinellina en la familia Chernyshinellidae, y en el suborden Tournayellina, del orden Tournayellida, de la subclase Fusulinana y de la clase Fusulinata.

## Clasificación
Lipinellina incluye a la siguiente especie:
- Lipinellina kinelensis †